# Jerzy Turowicz
Jerzy Turowicz (ur. 10 grudnia 1912 w Krakowie, zm. 27 stycznia 1999 tamże) – polski dziennikarz i publicysta, redaktor naczelny „Tygodnika Powszechnego” (1945–1953 i 1956–1999), wiceprezes Ogólnopolskiego Klubu Postępowej Inteligencji Katolickiej, kawaler Orderu Orła Białego.

## Życiorys

### Młodość i wykształcenie
Urodził się jako czwarte dziecko Augusta Turowicza, sędziego, radcy prawnego, działacza Akcji Katolickiej oraz Klotyldy z domu Turnau. W 1930 ukończył III Gimnazjum im. Króla Jana Sobieskiego (dziś II LO w Krakowie) i rozpoczął studia na Politechnice Lwowskiej. W 1932 stanął na czele Dyszla w głowie – oficjalnego biuletynu lwowskiego środowiska Stowarzyszenia Katolickiej Młodzieży Akademickiej „Odrodzenie”. Jako student Politechniki publikował również na łamach Życia Technickiego. W 1934 został studentem wydziału filozofii i historii Uniwersytetu Jagiellońskiego. Jego artykuły były drukowane na łamach Odrodzenia, a w 1936 opublikował O Maritainie, czyli o najlepszym katolicyzmie w Prosto z Mostu jako odpowiedź na artykuł Adama Doboszyńskiego, który również ukazał się w tym tygodniku. W 1937 po raz drugi objął funkcję redaktora naczelnego – tym razem czasopisma Historia. Na początku 1939 rozpoczął pracę w krakowskim dzienniku Głos Narodu, a w lipcu tego roku został jego redaktorem naczelnym, którym był do ostatniego wydanego numeru, czyli do 3 września 1939.
W czasie okupacji niemieckiej współpracował z polityczno-wojskową katolicką organizacją podziemną Unia.

### Tygodnik Powszechny
Od założenia w 1945 współtworzył Tygodnik Powszechny. Podpisał list Komisji Intelektualistów i Działaczy Katolickich z 6 listopada 1950 do intelektualistów francuskich, wyrażający solidarność i propozycję współpracy.
W 1953 za odmowę publikacji nekrologu Stalina w numerze z 8 marca Tygodnik Powszechny został zamknięty. Następnie przejął go Pax i 10 lipca 1953 ukazał się pierwszy numer zredagowany przez ludzi z nim związanych. Po dojściu do władzy przez Władysława Gomułkę w 1956 pismo zostało zwrócone prawowitej redakcji. Poparł gomułkowskie przemiany Października 1956 roku.

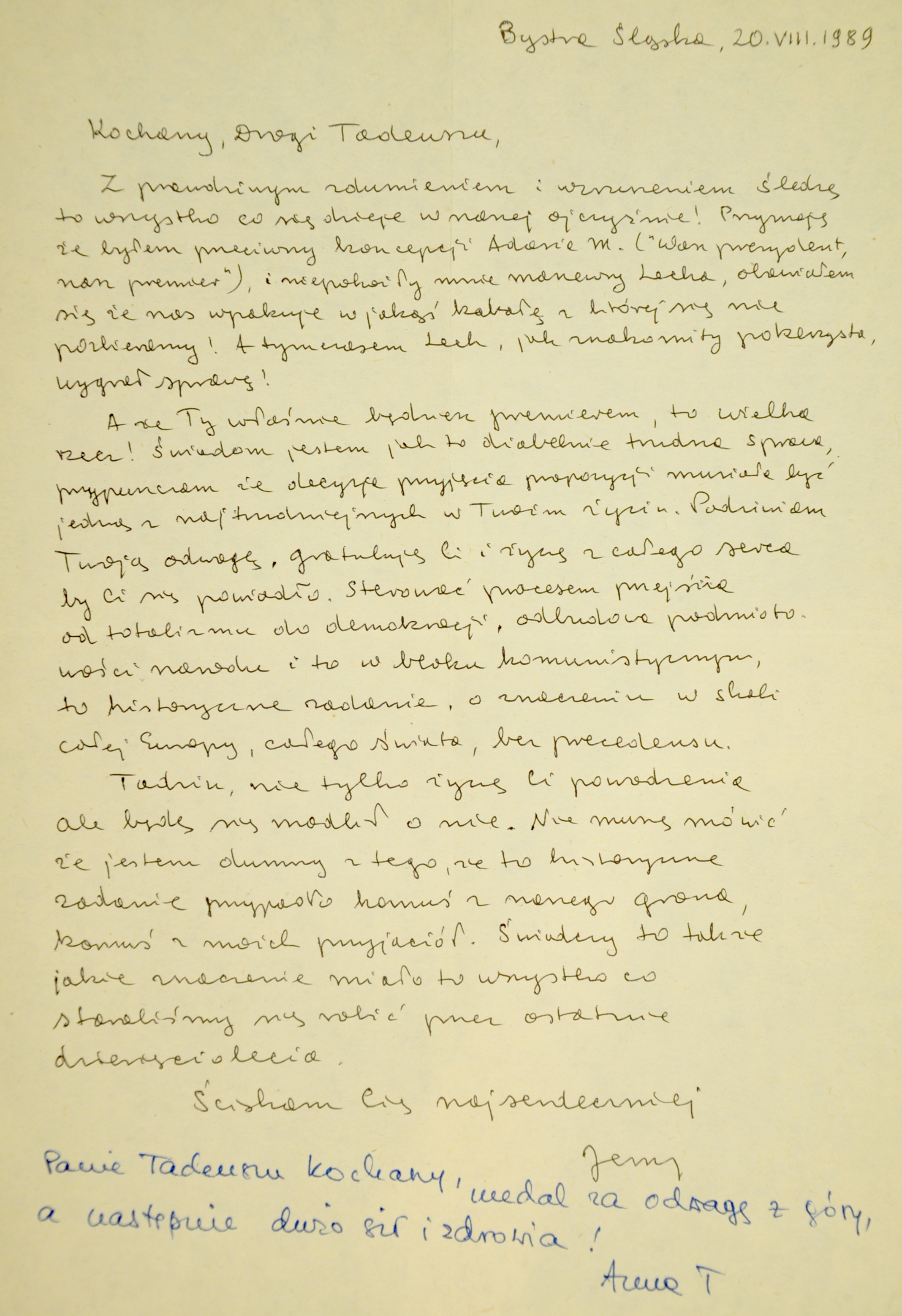
List gratulacyjny Jerzego Turowicza do Tadeusza Mazowieckiego z okazji nominacji na pierwszego niekomunistycznego premiera.

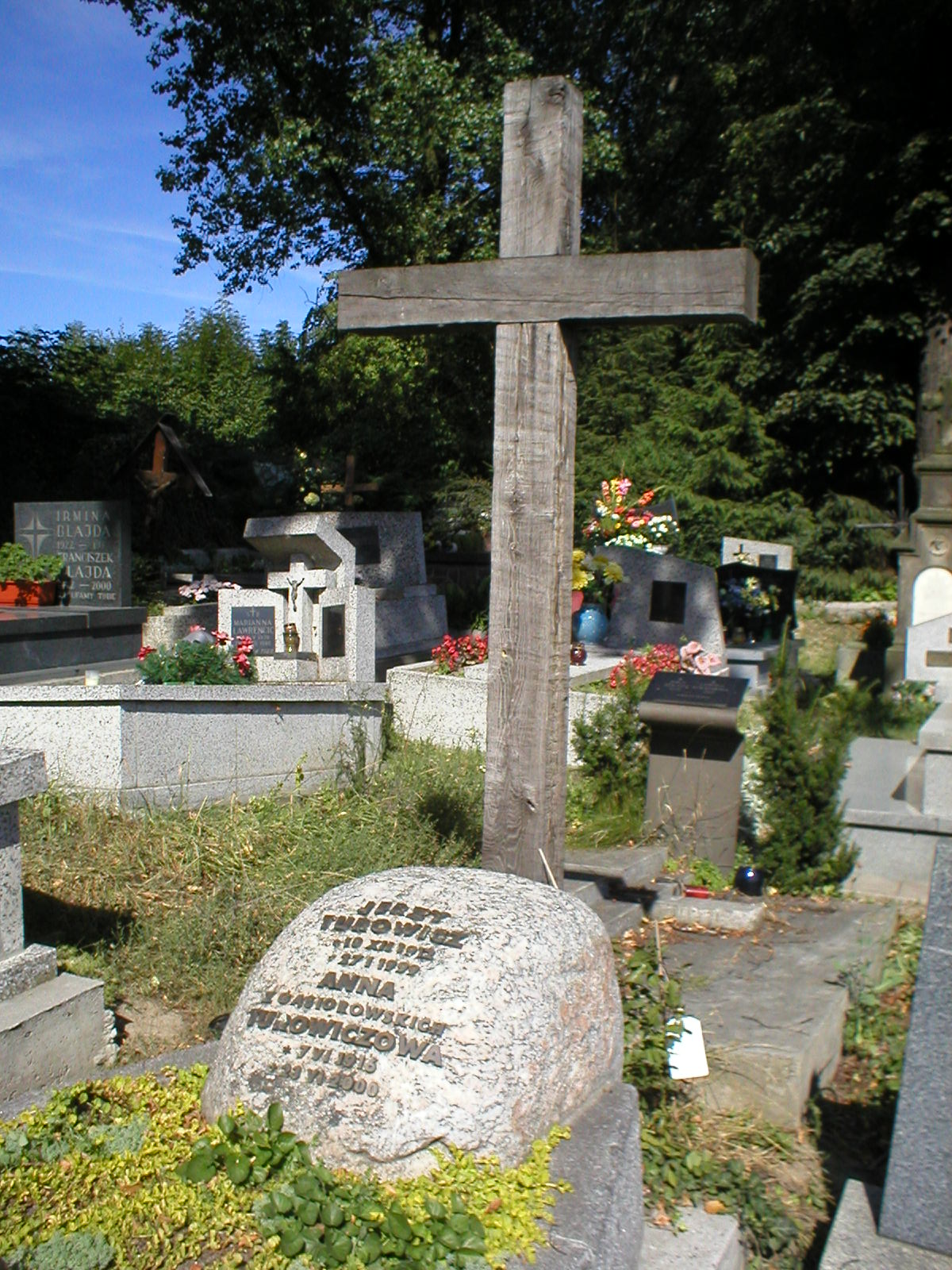
Grób Jerzego i Anny Turowiczów na cmentarzu w Tyńcu

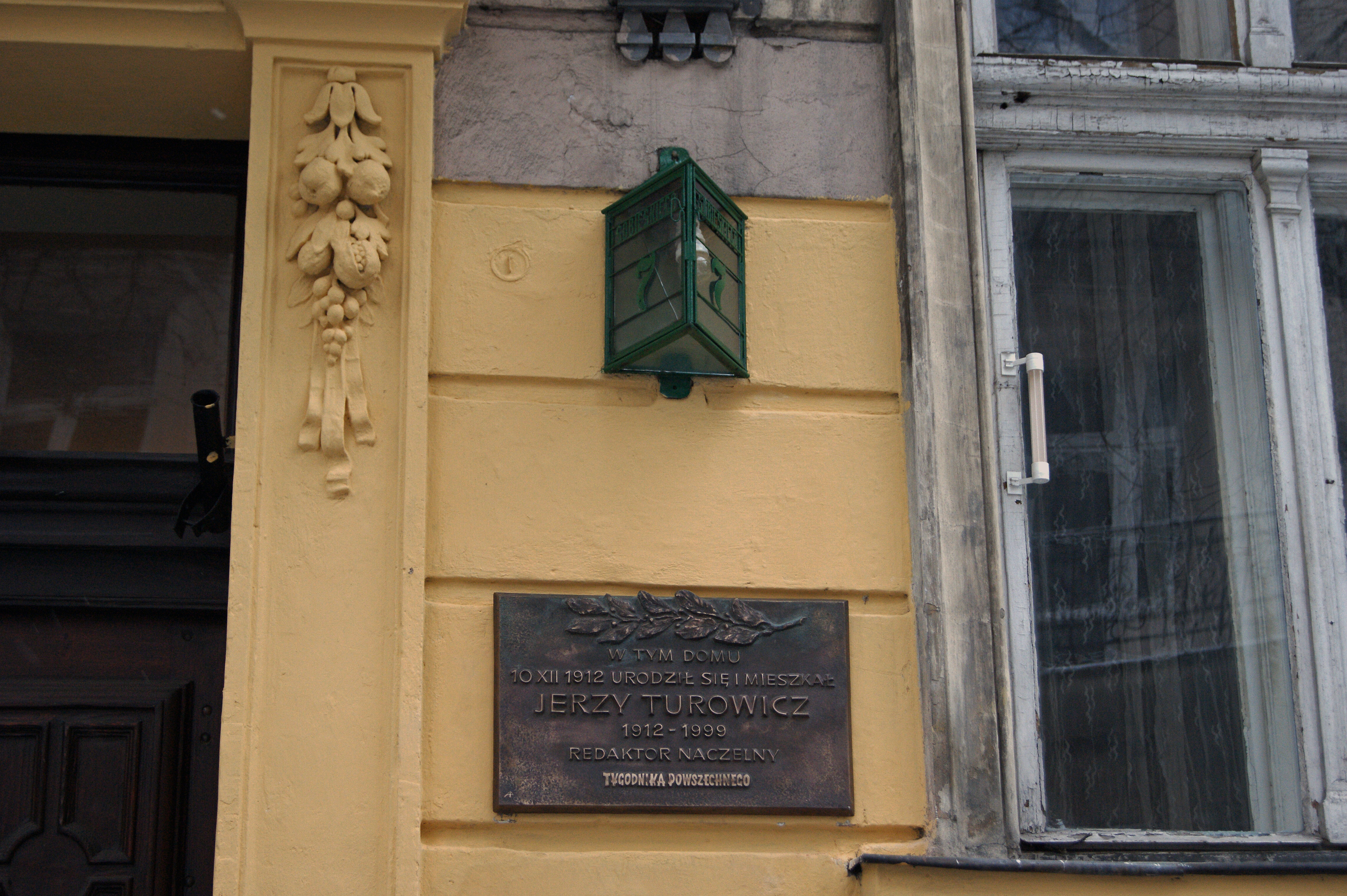
Tablica pamiątkowa na kamienicy przy ul. Sobieskiego 7 w Krakowie, gdzie Jerzy Turowicz urodził się i mieszkał,
odsłonięta w setną rocznicę urodzin

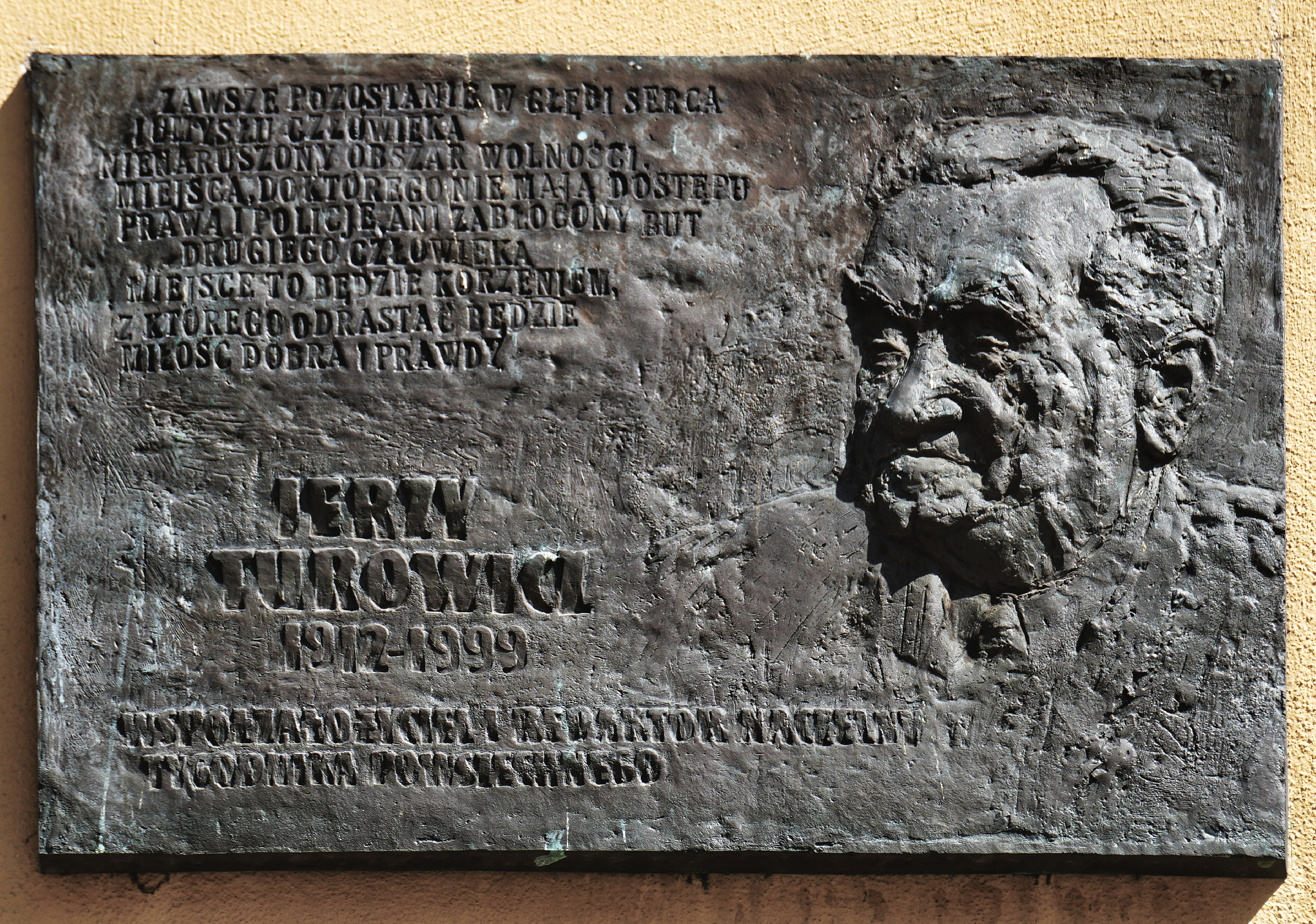
Tablica upamiętniająca Jerzego Turowicza w elewacji kamienicy przy ulicy Wiślnej 12 w Krakowie, gdzie mieściła się pierwsza siedziba redakcji Tygodnika Powszechnego

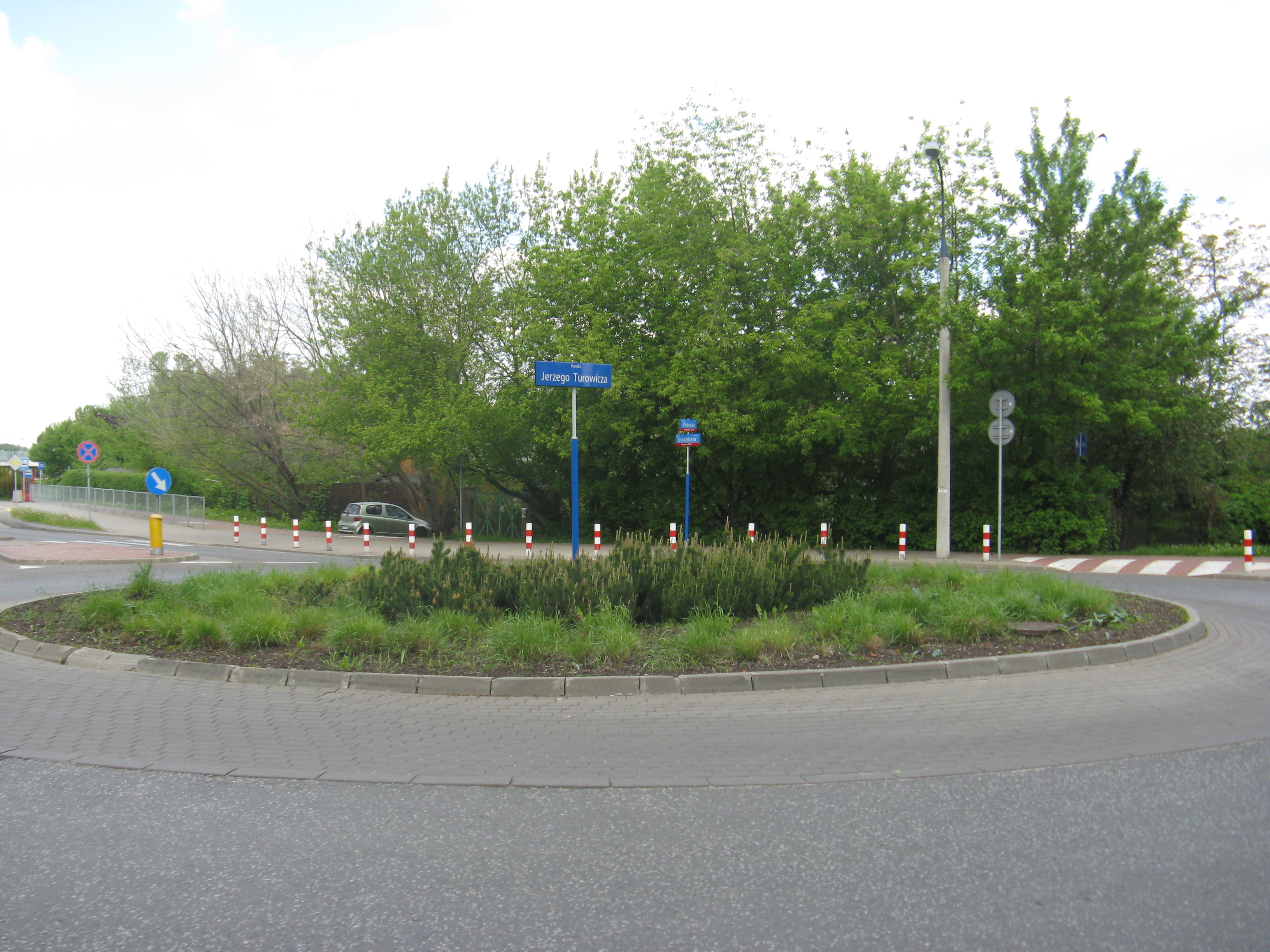
Rondo Jerzego Turowicza w Warszawie na Żoliborzu

W 1957 opublikował artykuł komentujący walki frakcyjne w PZPR i piętnujący antysemityzm („Antysemityzm”, nr 11 Tygodnika Powszechnego z 17 marca 1957). W 1962 został korespondentem specjalnym „TP” na soborze watykańskim II.
W 1964 Jerzy Turowicz podpisał List 34 sprzeciwiający się narastającym ograniczeniom wolności słowa.
W czasie kiedy był redaktorem naczelnym „Tygodnika Powszechnego” pismo uzyskało duże znaczenie i prestiż, a w latach 80. stało się nieformalnym organem prasowym środowisk opozycyjnych.

### Działalność społeczna i polityczna
W latach 1960–1990 był prezesem Społecznego Instytutu Wydawniczego ZNAK. Uczestniczył w obradach Okrągłego Stołu. Wchodził w skład władz ROAD, Unii Demokratycznej i Unii Wolności.
Jako działacz ruchu soborowego, aktywnie wspierał środowiska propagujące zmiany posoborowe w Kościele katolickim. Swoim przemyśleniom na temat Kościoła i II Soboru Watykańskiego dał wyraz w książce Kościół nie jest łodzią podwodną. W 1999 Wydawnictwo Znak wydało cykl jego artykułów zamieszczonych w Tygodniku Powszechnym pt. Bilet do raju.
Był członkiem m.in. Klubu Inteligencji Katolickiej, Stowarzyszenia Dziennikarzy Polskich (od 1990 honorowy prezes), Związku Literatów Polskich (do 1983) i Stowarzyszenia Pisarzy Polskich (od 1989), polskiego PEN Clubu, Polskiej Rady Chrześcijan i Żydów, Towarzystwa Przyjaźni Polsko-Izraelskiej oraz honorowym przewodniczącym Rady Etyki Mediów.
23 sierpnia 1980 roku dołączył do apelu 64 uczonych, pisarzy i publicystów do władz komunistycznych o podjęcie dialogu ze strajkującymi robotnikami.

## Życie prywatne
Miał sześcioro rodzeństwa, w tym dwóch braci – ks. Juliusza Turowicza i o. Bernarda (Andrzeja) Turowicza. Z małżeństwa z Anną z Gąsiorowskich (1916–2000), córką Janusza Gąsiorowskiego i Zofii Kernowej, miał trzy córki: Elżbietę (zamężną Jogałłę), Joannę (zamężną Piasecką) i Magdalenę (zamężną Smoczyńską). Był teściem Wojciecha Smoczyńskiego i Jerzego Jogałły oraz dziadkiem Wawrzyńca Smoczyńskiego i pradziadkiem aktora Pico Alexandra.
Turowicz zmarł wskutek zawału serca. Pochowany został na tynieckim cmentarzu parafialnym.

## Nagrody, odznaczenia i wyróżnienia
Z okazji 25-lecia Polski Ludowej odznaczony Krzyżem Kawalerskim Orderu Odrodzenia Polski w 1969. Z okazji 30-lecia powstania PRL odznaczony w 1974 Krzyżem Oficerskim Orderu Odrodzenia Polski, Krzyżem Komandorskim z Gwiazdą Orderu św. Grzegorza Wielkiego (1987), Krzyżem Komandorskim z Gwiazdą Orderu Odrodzenia Polski (1992), Orderem Orła Białego (1994), Komandorią Orderu Palm Akademickich Republiki Francuskiej (1994), Srebrnym Medalem Cracoviae Merenti (1995), Krzyżem Komandorskim Orderu Zasługi Republiki Federalnej Niemiec (1995) oraz Orderem Ecce Homo (1999, pośmiertnie). Był laureatem Nagrody Fundacji Jurzykowskiego (1978), dziennikarskiej Nagrody im. Bolesława Prusa (1981), nagrody im. Parandowskiego (1988), nagród im. Gandhiego (1988), im. Adolfa Bocheńskiego (1992) oraz nagrody specjalnej PEN Clubu (1996).
Był doktorem honoris causa m.in. Boston College, Uniwersytetu Yale i Uniwersytetu Jagiellońskiego.

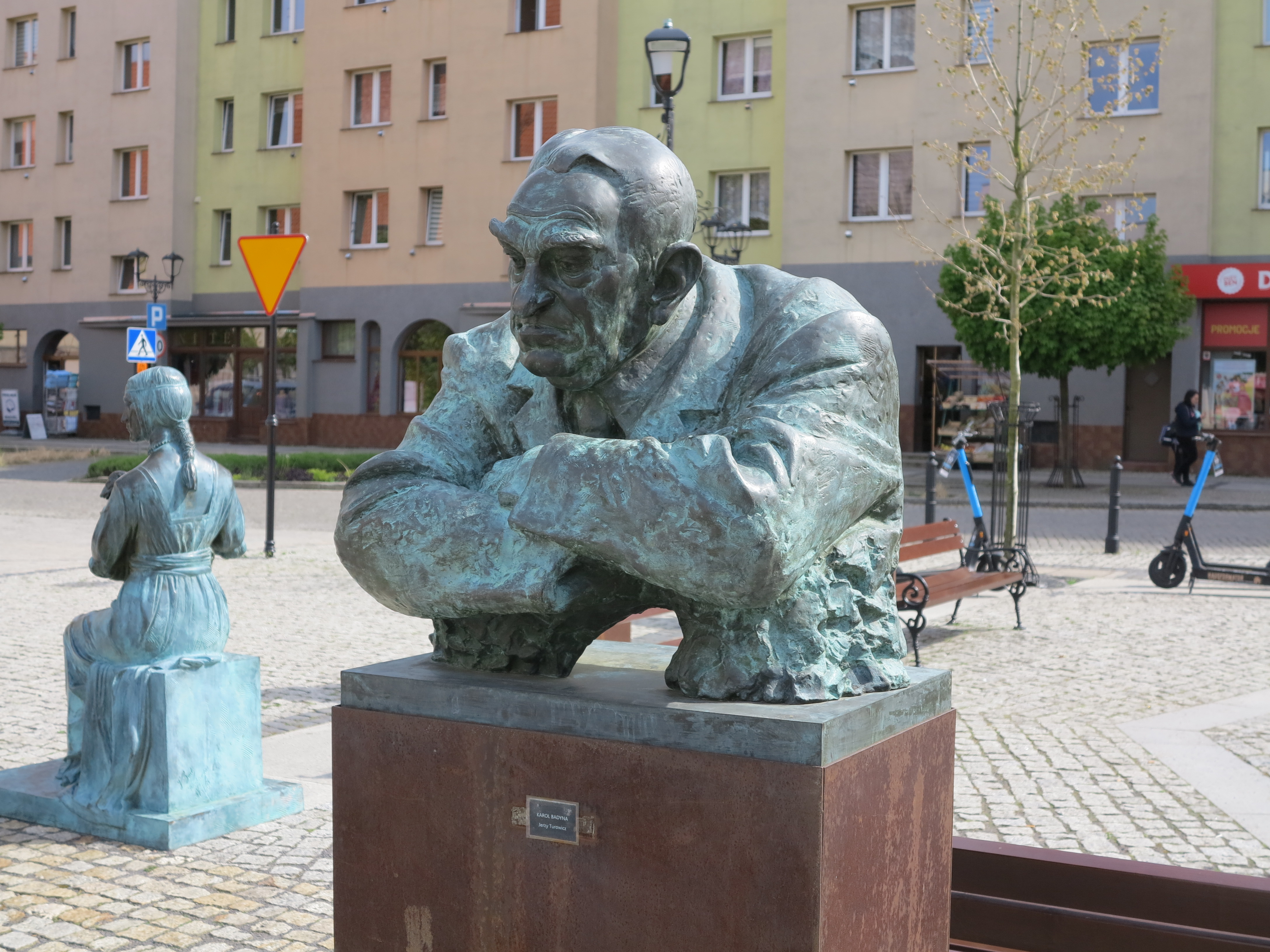
Jerzy Turowicz, rzeżba Karola Badyny na Rynku Górnym, Lwówek Sląski

## Upamiętnienie
Jest patronem m.in. ulicy w Krakowie i ronda w Warszawie. W 1998 Maria Zmarz-Koczanowicz zrealizowała film pt. Zwyczajna dobroć, opowiadający o Jerzym Turowiczu. Rok 2012 został ogłoszony Rokiem Jerzego Turowicza. Od 2013 Fundacja Jerzego Turowicza za wybitne i oryginalne dzieło literackie, naukowe, plastyczne, muzyczne, teatralne lub filmowe, znajdujące się w kręgu tematów, do których Jerzy Turowicz wracał w swojej publicystyce i działalności publicznej oraz reprezentujące wartości, które były mu bliskie przyznaje nagrodę jego imienia. Laureatką pierwszej edycji została Joanna Olczak-Ronikier.
W 2012 wydawnictwo Znak opublikowało książkę Anny Mateja pt. Co zdążysz zrobić, to zostanie. Portret Jerzego Turowicza. Książka zawiera wspomnienia osób, które z Turowiczem pracowały i przyjaźniły się, a poza tym zapiski z dzienników, fragmenty listów i inne dokumenty.
W 2012 r. z okazji setnej rocznicy urodzin Turowicza Poczta Polska wyemitowała w łącznym nakładzie 360 tys. sztuk upamiętniający go znaczek pocztowy w dwóch wariantach i nominale 1,55 zł.

## Publikacje
- Jerzy Turowicz, Chrześcijanin w dzisiejszym świecie, Wyd. „Znak”, Kraków 1964 (wstępem opatrzył Karol Wojtyła)
- Jerzy Turowicz, Kościół nie jest łodzią podwodną, wyb. i red. Józefa Hennelowa (publicystyka z lat 1964–1987), Wyd. „Znak”, Kraków 1990, ISBN 83-7006-140-0.
- Jerzy Turowicz, Bilet do raju, Wyd. „Znak”, Kraków 1999 ISBN 83-7006-907-X.